# Rodel vid olympiska vinterspelen 1976
Rodel vid olympiska vinterspelen 1976

## Herrsingel
| Medalj | Åkare                         | Tid      |
| ------ | ----------------------------- | -------- |
| Guld   | Dettlef Günther (Östtyskland) | 3:27.688 |
| Silver | Josef Fendt (Västtyskland)    | 3:28.196 |
| Brons  | Hans Rinn (Östtyskland)       | 3:28.574 |

Silvermedaljören Josef Fendt valdes 1994 till president för det internationella rodelförbundet (FIL).

## Herrdubbel
| Medalj | Åkare                                             | Tid      |
| ------ | ------------------------------------------------- | -------- |
| Guld   | (Hans Rinn, Norbert Hahn) (Östtyskland)           | 1:25.604 |
| Silver | (Hans Brandner, Balthasar Schwarm) (Västtyskland) | 1:25.889 |
| Brons  | (Rudolf Schmid, Franz Schachner) (Österrike)      | 1:25.919 |

## Damsingel
| Medalj | Åkare                               | Tid      |
| ------ | ----------------------------------- | -------- |
| Guld   | Margit Schumann (Östtyskland)       | 2:50.621 |
| Silver | Ute Rührold (Östtyskland)           | 2:50.846 |
| Brons  | Elisabeth Demleitner (Västtyskland) | 2:51.056 |

## Medaljställning
| Pl. | Nation       | Guld | Silver | Brons | Totalt |
| --- | ------------ | ---- | ------ | ----- | ------ |
| 1   | Östtyskland  | 3    | 1      | 1     | 5      |
| 2   | Västtyskland | 0    | 2      | 1     | 3      |
| 3   | Österrike    | 0    | 0      | 1     | 1      |